# 桑肯岩
桑肯岩（英語：Sunken Rock），是南極洲的岩石，位於赫德島北面對開海域，處於摩根島東北面0.4公里，由澳大利亞探險隊測量和命名，由澳大利亞海外領地負責管轄。